# Bracon konkapoti
Bracon konkapoti är en stekelart som först beskrevs av Henry Lorenz Viereck 1917.  Bracon konkapoti ingår i släktet Bracon och familjen bracksteklar. Inga underarter finns listade.